# Kolonowskie (przystanek kolejowy)
Kolonowskie – przystanek kolejowy w Kolonowskiem, w województwie opolskim, w Polsce.

## Ruch pasażerski
| Rok  | Wymiana pasażerska na dobę |
| ---- | -------------------------- |
| 2017 | 150-199                    |
| 2022 | 150-199                    |